# 택스 콜렉터
《택스 콜렉터》(영어: The Tax Collector)는 2020년 미국의 버디 액션 스릴러 영화로, 데이비드 에이어 감독의 작품이다. 보비 소토, 샤이아 러버프, 신시아 카모나, 조지 로페즈가 출연했다.

## 줄거리
로스앤젤레스에서 데이비드 쿠에바스는 아내 알렉시스, 두 아이와 함께 살고 있다. 그는 사촌 루페가 일하는 자동차 전자제품 가게를 운영하며, 범죄 조직 보스 위저드를 위해 '세금 징수원'으로 일하고 있다. 파트너 크리퍼와 함께 지역 갱단들로부터 수익금을 거둬들이는 일을 하는 데이비드는, 새로 승진한 갱스터 빅터로부터 돈을 받지만, 빅터가 돈을 횡령한 사실을 알게 된다. 하지만 빅터의 딸이 백혈병 치료를 받는다는 사정을 알게 된 데이비드는 그를 용서한다.
그러던 중, 과거 위저드의 라이벌이었던 코네호라는 인물이 등장하면서 상황이 복잡해진다. 코네호는 잔혹한 방법으로 세력을 확장하며 데이비드와 크리퍼에게 자신의 조직에 합류하라고 제안하지만, 그들은 거절한다. 코네호는 데이비드의 삼촌 루이스를 살해하고, 데이비드의 가게를 폭파시켜 그의 부하들을 죽이고 크리퍼를 납치한다.
데이비드는 가족을 안전한 곳으로 피신시키지만, 코네호는 크리퍼를 잔인하게 살해하고 알렉시스마저 죽인다. 코네호는 데이비드의 아이들을 납치해 몸값을 요구하고, 데이비드는 갱단의 도움을 받아 아이들을 구출하는 데 성공한다. 코네호의 은신처를 찾은 데이비드는 코네호의 부하들을 제압하고, 코네호와 격렬한 싸움 끝에 그를 죽인다.
모든 사건이 끝난 후, 데이비드는 위저드가 자신의 아버지임을 알게 된다. 그는 아버지의 길을 따르지 않기로 결심하고, 아버지와의 관계를 끊는다.

## 출연진
- 보비 소토 - 데이비드 쿠에바스
- 샤이아 러버프 - 크리퍼
- 신시아 카모나 - 알렉시스 쿠에바스
- 조지 로페즈 - 루이스 삼촌
- 제이 리브스 - 피넛
- 라나 파리야 - 파비
- 첼시 렌던 - 루피
- 샤이엔 에르난데스 - 가타
- 가브리엘라 플로레스 - 야스민
- 엘피디아 카리요 - 재닛
- 호세 마르틴 - 코네호
- 브라이언 오르테가 - 베놈
- 브렌던 쇼브 - 네그로
- 지미 스미츠 - 위저드
- 클레이 샤히드 슬론 - 본
- 노에미 곤살레스 - 델리아